# 桃華月憚 オリジナルサウンドトラック
『桃華月憚 オリジナルサウンドトラック』（とうかげったん-）は、PCゲーム『桃華月憚』のCD2枚組サウンドトラック。2007年5月25日にHOBiRECORDSより発売された。

## 概要
- PCゲーム『桃華月憚』のゲームミュージック全28曲を収録。
- KIM’s SOUNDROOMが劇伴作曲を担当し、全26曲を収録。エンディング主題歌「月華の螺旋」のカラオケも収録。

## 曲目リスト

### Disc1
1. メインテーマ [3:48]
2. 現世 〜上津未原I〜 [6:24]
3. 奏流 [4:20]
4. 薫風 [5:18]
5. 絡繰 〜時計館の住人〜 [4:39]
6. 空駆 [4:36]
7. 影舞 [3:37]
8. 闘乱 [3:06]
9. 勝鬨 [0:08]
10. 遊楽 [2:29]
11. 戦え！ジャスティス・ビーチ [2:14]
12. 楽楽 [3:16]
13. 薄衣 [5:24]
14. 月華の螺旋 ※1コーラスバージョン（歌：飛蘭） [2:39]

### Disc2
1. 龍の奏 [0:51]
2. メインテーマ ピアノソロ [5:31]
3. 幻月 [9:10]
4. 黄昏 〜上津未原II〜 [5:50]
5. 花重 [4:17]
6. 闇哭 [3:33]
7. 鬼篝 [2:49]
8. 敗走 [0:08]
9. 狭間 〜上津未原III〜 [5:00]
10. 惑月 [2:57]
11. 閃乱 [2:13]
12. 朧月 [4:29]
13. 夢鏡 [5:26]
14. 月華の螺旋 ※1コーラスバージョン（オリジナル・カラオケ） [2:37]